# Die Jakobsbücher
Die Jakobsbücher (polnisch Księgi Jakubowe) ist ein historischer Roman von Olga Tokarczuk, der im Oktober 2014 bei Wydawnictwo Literackie veröffentlicht wurde. Tokarczuks neunter Roman basiert auf umfangreichen historischen Recherchen, für die sie sieben Jahre brauchte.
Der Roman beginnt 1752 in Rohatyn und endet zur Zeit des Holocausts in Korolówka. Die deutsche Übersetzung von Lisa Palmes und Lothar Finkelstein erschien 2019 im Kampa Verlag. Der Roman rekonstruiert das Leben und Wirken von Jakob Joseph Frank (1726–1791), dem Begründer der jüdischen Sekte der Frankisten im 18. Jahrhundert, aus multiperspektivischen Blickwinkeln seiner Anhänger, Gegner und Zeitgenossen.

## Inhalt

### Handlung
Der umfangreiche historische Roman (über 1000 Seiten) ist in sieben Bücher gegliedert, die das Leben Jakob Franks und seiner Anhänger von verschiedenen Perspektiven beleuchten. Die Geschichte spielt hauptsächlich in Podolien, im Grenzgebiet zwischen dem heutigen Polen und der Ukraine, zur Zeit der Ersten Polnischen Republik (1569–1795), des Königreichs Galizien und Lodomerien (1772–1918) und des Fürstentums Moldau (1359–1859).

#### Buch I: Das Buch des Nebel
Die Handlung beginnt in Rohatyn, wo der katholische Pfarrer und Enzyklopädist Benedykt Chmielowski mit dem jüdischen Gelehrten Elischa Schor Bekanntschaft schließt und einen Austausch über religiöse Schriften beginnt. Chmielowski schenkt Schor ein Exemplar seiner Enzyklopädie "Das Neue Athen", woraufhin dieser ihm die "Kabbala Denudata" überreicht. Während seiner Reise nach Rohatyn lernt Chmielowski die Barockdichterin Elzbieta Druzbacka kennen, mit der er einen regen Briefwechsel pflegt.
Ein zentrales Element dieses Abschnitts ist die Geschichte von Jenta, Jakob Franks Großmutter. Als sie bei einer Hochzeitsfeier im Haus von Elischa Schor zu sterben droht, wird ihr ein kabbalistisches Amulett in den Mund gelegt, um ihren Tod bis nach der Hochzeit hinauszuzögern. Unbeabsichtigt wird Jenta dadurch jedoch in einen Zustand zwischen Leben und Tod versetzt – sie ist fortan unsterblich und kann alles sehen, was in der Vergangenheit geschah und in der Zukunft geschehen wird.

#### Buch II: Das Buch des Sandes
Der zweite Teil beschreibt die frühen Jahre Jakob Franks durch die Augen von Nachman Samuel Ben Levi, einem seiner frühen Anhänger. Nach seinem Studium in Smyrna sammelt Jakob erste Handelserfahrungen in Craiova, bevor er sich dem Karawanenhandel zuwendet und nach Thessaloniki und Smyrna reist. Er kommt in Kontakt mit sabbatianischen Kreisen und begegnet verschiedenen mystischen Strömungen, darunter schiitischen Sufi-Bektaschi und Aleviten.
1752 heiratet Jakob die 14-jährige Chana, Tochter des angesehenen Juden Jehuda Tor ha-Levi. Aus dieser Ehe gehen zwei Kinder hervor: Lejba (später Emmanuel) und Awacza (später Ewa oder Ewunia). In Thessaloniki eröffnet Jakob 1754 eine Schule (Beth Midrash), in der er mystische Lehren verbreitet und einen Tanz praktiziert, der dem Samā' der Mevlevi ähnelt. Erste Anzeichen seiner messianischen Ambitionen werden deutlich.

#### Buch III: Das Buch der Wege
Im dritten Buch wird Gitla, eine freiheitsliebende junge Frau, die sich einer arrangierten Ehe widersetzt, zur Leibwächterin von Jakob Frank. Der Roman beschreibt die Reisen von Jakob und seinen Anhängern durch Rohatyn, Busk und Lanckorun sowie seine Verhaftung und spätere Befreiung durch osmanische Intervention, da er als osmanischer Untertan gilt.
In dieser Phase beginnt Jakob, für den Übertritt zum Christentum zu werben, was das Interesse des katholischen Klerus weckt. Seine unkonventionellen Lehren, die Elemente des Judentums, des Islams und des Christentums verbinden, gewinnen zunehmend Anhänger unter den osteuropäischen Juden.

#### Buch IV: Das Buch des Kometen
Jakob Frank und seine Anhänger gründen eine Kommune im Dorf Iwanie am Dnister. Diese "Republik der wahren Gläubigen" praktiziert eine Form des gemeinschaftlichen Lebens, bei der Güter, Mahlzeiten, Arbeit und sogar Sexualität geteilt werden. Jakobs angebliche Heilungskräfte durch Handauflegen tragen zu seinem wachsenden Ansehen bei.
Die Frankisten nehmen christliche Namen an und werden von einflussreichen Persönlichkeiten wie Antoni Moliwda-Kossakowski und Katarzyna Kossakowska unterstützt. Eine Massentaufe der Frankisten findet in der Lemberger Kathedrale statt. Parallel dazu verfasst der Lemberger Rabbiner Chaïm Kohen Rapaport Schriften gegen die "Häretiker" und "Dissidenten".
Eine Schlüsselszene ist die Disputation von Kaminiets zwischen Talmudisten und Frankisten, gefolgt von einer zweiten Disputation in der Kathedrale von Lwów im September 1759. Die Frankisten befeuern dabei die Ritualmordlegende, indem sie die Talmudisten der Verwendung von Christenblut für das Pessach-Fest beschuldigen. In der Folge kommt es zu Verfolgungen und Boykotten jüdischer Händler.
Die Konversion zum Katholizismus beginnt 1759, als Jakob sich als Jozef Frank taufen lässt, mit König August III. von Polen als Paten. Die Zahl der Konvertiten steigt rasch von 500 im Jahr 1759 auf 1000 im Jahr 1760 und erreicht bis 1790 etwa 24.000 in ganz Polen.
Als sich herausstellt, dass Jakobs Bekehrung möglicherweise nicht aufrichtig ist, wird er verhaftet und bei den Bernhardinern eingesperrt. Nachman verrät Jakob, indem er dessen wahre Absichten preisgibt, da er der Meinung ist, Jakob verliere durch die Versuchungen des Erfolgs das wahre Ziel aus den Augen und könne durch ein Martyrium auf den rechten Weg zurückgeführt werden, um seiner Rolle als Erlöser gerecht zu werden.

#### Buch V: Das Buch des Metalls und des Schwefels
Jakob Frank wird der falschen Konversion und der Verbreitung von Häresie bezichtigt und in der Klosterfestung Jasna Góra in Częstochowa gefangen gehalten. Während seiner Gefangenschaft kommen seine Anhänger nach Częstochowa, um ihn zu unterstützen. Es kommt zur Versöhnung zwischen Nachman und Jakob.
Das weit verzweigte Höhlensystem unter der Festung wird mit der Machpela-Höhle (Patriarchengräber) und dem spirituellen Zentrum der Welt in Verbindung gebracht. Hier werden die Toten bestattet, darunter auch Chana, Jakobs Frau, die während seiner Gefangenschaft stirbt. Jakob wird erst freigelassen, als russische Truppen die Region einnehmen. Auch Jentas lebender Leichnam wird von ihrer Familie in einer Höhle bei Korolowka in Sicherheit gebracht.

#### Buch VI: Das Buch des fernen Landes
Nach seiner Freilassung lässt sich Jakob mit seiner inzwischen 18-jährigen Tochter Ewa in Brünn nieder, in der Nähe der Familie seiner Cousine Dobruzka/Gutenfeld aus Prossnitz. Hier entwickelt sich die "Bruderschaft" oder "Havurah", und Jakob etabliert den "Fräuleindienst", bei dem junge Frauen unter anderem sein Bett wärmen sollen.
Zwischen 1776 und 1785 tritt Jakob auf Empfehlung von Freunden in die Freimaurerei ein. Jakob und Ewa erhalten eine Audienz bei Kaiser Joseph II. und Maria Theresia von Österreich, die der Förderung der Juden in Österreich-Ungarn wohlgesonnen sind.
1786 zieht die Gemeinschaft von Brünn nach Offenbach am Main, wo sie das Schloss Isenburg bezieht. Die etwa 400 Anhänger leben von Geldern, die von Mitgliedern der Bruderschaft aus Polen und Mähren gesandt werden.
Jakob stirbt 1791 an einem Schlaganfall; am selben Tag wie Gitla. Die Gemeinschaft bleibt trotz enormer Schulden unter der Leitung von Jakobs Tochter Ewa bestehen. Sie steht praktisch unter Hausarrest, empfängt aber den Besuch des russischen Kaisers Alexander.

#### Buch VII: Das Buch der Namen
Der letzte Teil des Romans beschäftigt sich mit dem Vermächtnis der Frankisten und dem Schicksal der Nachkommen. Ewa Frank bewahrt Offenbach vor napoleonischer Plünderung, und es wird angedeutet, was mit der Bibliothek von Chmielowski geschieht.
Ein zeitlicher Sprung führt ins Jahr 1942, als fünf Familien (38 Personen) sich weigern, sich bei den deutschen Behörden als Juden registrieren zu lassen. Sie fliehen in die Höhle, wo Jenta inzwischen ihre letzte Ruhestätte gefunden hat, und überleben dort bis April 1944, als sie vom Abzug der Deutschen benachrichtigt werden.

### Figuren
Der Roman umfasst zahlreiche historische Persönlichkeiten:
Jakob Frank: Geboren als Jakób Lejbowicz in Podolien, versteht er sich selbst als Messias in der Tradition der Kabbalisten und Sabbatianer. Er flieht aus dem Schtetl, geht ins Osmanische Reich und nennt sich Jakob Frank. Er vereinigt tausende osteuropäische Juden in seiner Frankisten-Bewegung und veranlasst sie zum Übertritt zum Katholizismus. Nach seiner Verhaftung und Gefangenschaft in Tschenstochowa erhält er Asyl in Offenbach, wo er 1791 stirbt.
Elisha Shorr: Rabbiner von Rohatyn (Ukraine), Leiter einer Beth Misrahi-Schule und früher Anhänger Jakobs. Er teilt mit Chmielowski die Leidenschaft für Bücher.
Nachman Samuel ben Lévi:  Rabbiner von Busk und Bewunderer des Baal Shem Tov. Er verfasst eine Biographie von Sabbatai Zevi und wird später auch Jakobs Chronist. Schließlich verrät er Jakob, söhnt sich wieder mit ihm aus und nimmt den Namen Piotr Jakubowski an.
Benedykt Chmielowski: Pfarrer von Firlej und Dekan von Rohatyn, der erste polnische Enzyklopädist und Verfasser von "Das Neue Athen" (1745–1746). Er interessiert sich für jüdische Bücher und pflegt einen Briefwechsel mit der Dichterin Elzbieta Druzbacka.
Katarzyna Kossakowska: Einflussreiche Kastellanin und Dienstherrin von Elizabeta Druzbacka, die die Frankisten unterstützt, auf ihren Gütern beherbergt und auch Jakob Franks Ehefrau und Tochter zeitweise bei sich aufnimmt.
Elzbieta Druzbacka: Barockdichterin, die mit Chmielowski korrespondiert und ihm rät, seine Werke der besseren Zugänglichkeit wegen in Zukunft in Polnisch zu verfassen.
Bischof Soltyk: Ein spielsüchtiger Bischof, der antisemitische Vorurteile fördert und nach Spielverlusten ein Pogrom gegen die jüdische Gemeinde anzettelt.
Ergänzt wird dieses Ensemble durch zahlreiche fiktionale Personen, die in der offiziellen Geschichtsschreibung oft unterrepräsentierte Perspektiven einbringen.
Jenta: Jakobs Großmutter aus Korolowka, die durch ein kabbalistisches Ritual in einen Zustand zwischen Leben und Tod versetzt wird. Sie wird zum Objekt anhaltender Volksverehrung
Gitla: Tochter des Sekretärs des Lemberger Rabbiners, die sich ihrer arrangierten Ehe widersetzt und zur Leibwächterin und Geliebten Jakobs wird. Später lebt sie mit dem Arzt Ascher Rubin zusammen und stirbt am selben Tag wie Jakob.
Jan: Ein mehrfach geflohener Leibeigener, der halbtot im Schnee gefunden wird. Die jüdische Gemeinschaft rettet und pflegt ihn, trotz seiner durch Erfrierungen entstellten Gesichtszüge. Später wird er, gemeinsam mit wertvollen Büchern, von Elisha Shorr und seinen Verwandten bei Chmielowski abgeliefert, der sich um ihn kümmern soll, während die Frankisten vor der Verfolgung der Talmudisten flüchten.

### Themen und Motive
Der Roman "Die Jakobsbücher" behandelt eine Vielzahl gesellschaftspolitischer, historischer und philosophischer Themen, die sich sowohl auf die dargestellte Epoche als auch auf gegenwärtige Diskurse beziehen:

#### Multikulturalität und religiöse Vielfalt
Ein zentrales Motiv ist die Darstellung des historischen Polens als multikulturelles, multiethnisches und multireligiöses Gebilde. Tokarczuk zeichnet ein differenziertes Bild der polnisch-litauischen Adelsrepublik, in der verschiedene Sprachen (Polnisch, Jiddisch, Deutsch und andere) gesprochen wurden und unterschiedliche Religionsgemeinschaften koexistierten. Besonders dem Judentum wird großer Raum eingeräumt, was einen bewussten Kontrast zur gegenwärtigen Darstellung Polens als homogen katholisches Land unter der Regierungspartei Recht und Gerechtigkeit (PiS) bildet.
Trotz der Fragmentierung in verschiedene Gemeinschaften stellt Tokarczuk den intensiven Übersetzungs- und Handelsverkehr dar, der als Infrastruktur für die Verbreitung von Aufklärung und Wissen diente. Dieser Aspekt unterstreicht die Bedeutung kulturellen Austauschs für gesellschaftlichen Fortschritt.
Der Roman fungiert als Parabel für heutige gesellschaftliche Verhältnisse. Die plurale, aber ungleiche Gesellschaft des historischen Polen-Litauens spiegelt Herausforderungen unserer Gegenwart wider, in der Begegnung, Austausch, Intoleranz und Egoismus nebeneinander existieren. Wie Tokarczuk in ihrer Nobelpreisrede betonte, nutzt sie die literarische Form der Parabel, um zeitlose Wahrheiten zu vermitteln.

#### Ambivalenz der Grenzüberschreitung
Ein zentrales Motiv des Romans ist die ständige Grenzüberschreitung in verschiedenen Dimensionen. Die Hauptfigur Jakob Frank überschreitet fortwährend geografische, religiöse und kulturelle Grenzen. Er bricht mit den Traditionen von Tora und Talmud, verrät seine ehemaligen jüdischen Glaubensbrüder und geht so weit, die antisemitische Lüge über den jüdischen Ritualmord zu bestätigen.
Tokarczuk zeichnet die Frankisten als "Fanatiker in einer fanatischen, endzeitlich gestimmten Zeit". Sie leben in einer Art Kommune mit eigenen Regeln, zu denen Promiskuität und freisinniges Denken gehören, aber auch problematische Praktiken wie Kindesmissbrauch. Die regressiv-körperlichen Rituale dieser Glaubensgemeinschaft führen zu gesellschaftlichen Konflikten.
In der Darstellung der frankistischen Gemeinschaft offenbart Tokarczuk eine grundlegende Paradoxie sozialer Utopien: Der Versuch, gesellschaftliche Konventionen zu durchbrechen und neue Freiheiten zu ermöglichen, gebiert oft unerwartete neue Zwänge. Die Überwindung etablierter religiöser und sozialer Grenzen durch die Frankisten führt nicht zu einer reinen Befreiung, sondern schafft ein komplexes Gebilde aus neuen Hierarchien und Machtstrukturen. Besonders deutlich wird diese Spannung in der Situation der Frauen innerhalb der Gemeinschaft. Gitla, die "lieber frei als ehrbar" sein will, wird zur Geliebten von Jakob Frank.  Die Frauen in der frankistischen Gemeinschaft "reden, rechnen, rechten mit" und kämpfen für "das Recht, Nein sagen zu dürfen" – während ihnen paradoxerweise genau dieses Recht gegenüber Jakob Frank verwehrt bleibt.
Dieses Motiv der Grenzüberschreitung spiegelt zumindest in seinem emanzipatorischen Potential Tokarczuks eigene Haltung wider: Bei der Frankfurter Buchmesse äußerte sie, dass sie Grenzen zwischen Ländern und Kulturen für widersinnig und absurd hält.

#### Spannungsfeld zwischen Mystik und Aufklärung
In "Die Jakobsbücher" entfaltet Tokarczuk ein vielschichtiges Panorama des 18. Jahrhunderts, in dem mystische Traditionen und aufklärerische Impulse aufeinanderprallen und sich paradoxerweise gegenseitig bedingen.
Die Autorin stützt sich dabei auf Gershom Scholems wegweisende Studie "Die jüdische Mystik in ihren Hauptströmungen", die dem Nihilismus und religiösen Anarchismus von Jakob Franks mystischer Häresie eine bedeutende Rolle bei der inneren Vorbereitung der Aufklärung und der späteren Reform im Judentum des 19. Jahrhunderts zuschreibt. Diese historische Bedeutung sei jedoch lange unterschätzt worden – einerseits aufgrund der Widerstände der jüdischen Orthodoxie, andererseits wegen der Abneigung der Aufklärer, mit einer als irrational geltenden jüdischen Sekte in Verbindung gebracht zu werden.
Tokarczuk zeichnet ein differenziertes Bild einer Übergangsepoche, die sich in "toxischer Unruhe und unverkennbar im Aufbruch in die Ungewissheit befindet.". Sie entwirft eine Welt der göttlichen Herrscher, listigen Scharlatane, dunklen Magier und charismatischen Wundertäter – eine Welt des Glaubens und Aberglaubens, die jenseits von Vernunft, Wissenschaft und Faktizität existiert und dennoch den Keim der kommenden Umwälzungen in sich trägt.
Der Roman verdeutlicht, wie der radikale Bruch der Frankisten mit der jüdischen Tradition dialektisch den Weg für modernere Formen des Judentums ebnen konnte. Tokarczuk zeigt, wie mystischer Extremismus und aufklärerische Vernunft nicht einfach als Gegensätze existierten, sondern als dialektisch verbundene Kräfte den gesellschaftlichen Wandel vorantrieben.

#### Schreiben und Sprechen als existenzielle Notwendigkeit
Tokarczuk eröffnet ihren Roman mit einer emblematischen Szene: Benedykt Chmielowski besucht Rabbi Elischa Schor in der Hoffnung, Bücher mit ihm zu tauschen. Trotz erheblicher Sprachbarrieren – Chmielowski mit seinem Lateinisch und Polnisch, der Rabbi mit Hebräisch und Jiddisch – entsteht eine Verbindung über Athanasius Kirchers "Turris Babel", das Chmielowski als "Lockmittel" mitgebracht hat.
Parallel dazu zeigt Tokarczuk verschiedene Figuren, die "wie besessen" schreiben oder reden, um in einer zunehmend komplexen Welt Orientierung zu finden. Das obsessive Festhalten von Gedanken, Erfahrungen und Erkenntnissen wird als existenzielle Strategie dargestellt, mit der die Charaktere versuchen, das Chaos ihrer Umgebung zu ordnen und ihm Sinn zu verleihen.

## Form

### Aufbau und optische Darstellung
Ein besonders auffälliges Merkmal der Jakobsbücher ist die unkonventionelle Seitennummerierung: Die Seiten des Romans sind nicht wie üblich in aufsteigender, sondern in absteigender Reihenfolge nummeriert. Tokarczuk erklärt diese Entscheidung in ihren Schlussbemerkungen als „eine Verbeugung vor den hebräischen Büchern“, die traditionell von rechts nach links gelesen werden. Gleichzeitig transportiert diese bewusste Abkehr von westlichen Konventionen eine tiefere philosophische Botschaft – Tokarczuk möchte dadurch daran erinnern, „dass jede Ordnung eine Frage der Gewohnheit ist“ Die rückläufige Nummerierung erzeugt zudem einen besonderen narrativen Effekt - sie schafft „den Sog eines gewaltigen Countdowns, der den Zeitraum zwischen 1752 und dem Zweiten Weltkrieg umfasst“.
Bemerkenswert ist auch der Einsatz visueller Elemente: Der Text ist „reichlich illustriert“, was an die Tradition illuminierter Handschriften und religiöser Werke erinnert.

### Erzählweise
Tokarczuks Roman zeichnet sich durch eine komplexe narrative Struktur aus, die verschiedene Erzähltechniken und Perspektiven miteinander verwebt - Ereignisse werden aus den Innenansichten verschiedener Figuren aus dem Umfeld Jakob Franks geschildert, ergänzt durch Briefe, Zeitungsberichte, Exzerpte aus diversen Quellen und etliche Karten und Stiche. Diese kaleidoskopartige Erzählweise ermöglicht es der Autorin, ein vielschichtiges Bild der historischen Epoche zu zeichnen, das unterschiedliche Stimmen, Weltsichten und soziale Positionen umfasst.
Besonders bemerkenswert ist die Darstellung der Hauptfigur Jakob Frank, der als "Gravitationszentrum des Romans" fungiert, aber "als einzige Figur ausschließlich aus der Sicht seiner Umgebung geschildert" wird. Durch diesen erzählerischen Kniff bleibt Frank durchgehend "befremdlich" und entzieht sich einer eindeutigen Bewertung. "Gerade durch diese Darstellung kann Tokarczuk das Faszinosum Franks, der wechselseitig als Reformator oder Sektenführer wahrgenommen wird, vermitteln, ohne Position beziehen zu müssen." Diese Technik spiegelt die historische Ambivalenz des realen Jakob Frank wider und bewahrt die Vieldeutigkeit seiner Figur.
Die Erzählstimme operiert mit einer kunstvollen zeitlichen Doppelperspektive, indem sie "in der Logik der Zeit, dem ausgehenden 18. Jahrhundert, aber mit einem Gran lakonischer Ironie der Erzählerin von heute" spricht. Diese Technik erzeugt eine produktive Spannung zwischen historischem Einfühlungsvermögen und kritischer Distanz, wie an ironischen Kommentaren deutlich wird. So heißt es beispielsweise über Gitla, eine von Jakob Franks Anhängerinnen: "Ihr Vater war unvorsichtig genug, sie zu unterrichten – und bitte sehr, das sind die Folgen. Eine gelehrte Frau ist ein Quell unzähliger Sorgen."
Ein herausragendes Merkmal des Romans ist die Einbeziehung übernatürlicher Elemente, die an den magischen Realismus erinnern – eine Technik, die Tokarczuk bereits in früheren Werken wie "Ur und andere Zeiten" eingesetzt hat. Die Autorin nutzt "Zwischenräume", "um die Ebene des Realismus zu verlassen und in geisterhafte Sphären aufzusteigen." Dieser Aspekt manifestiert sich vor allem in der Figur Jentas, Jakob Franks Großmutter, die "nicht tot, nicht lebendig, alles von oben sieht."
Jenta nimmt eine zentrale narrative Funktion ein als "die alles verbindende Erzählstimme des Romans", die "zwischen Leben und Tod, zwischen den Zeiten und Orten in ihrer Agonie halluziniert." Diese übergreifende Erzählkonstruktion verleiht dem Roman eine transzendente Dimension: "Alle Stimmen und Figuren, denen der Leser auf rund 1200 Seiten begegnet, sind vermutlich ein Produkt der Erinnerung dieser sterbenden alten Frau, deren Geist sich durch Zeit und Raum bewegt."
In ihrer Nobelpreisrede reflektierte Tokarczuk kritisch über vorherrschende Erzählmodi und mahnte eine 'sensible' Erzählperspektive ein. Sie konstatierte, dass es in der zeitgenössischen Literatur von Ich-Erzählungen wimmele, die zwar "die Autonomie als Individuum bekräftigen, aber gleichzeitig eine 'Opposition zwischen dem Selbst und der Welt' errichten" und dadurch "zunehmend dabei versagen, Verbindendes aufzuzeigen". Mit der Figur Jentas, "die alles sieht, und auf alles einen klaren aber wohlwollenden Blick wirft", realisiert Tokarczuk ihre eigene poetologische Forderung nach einer "sensiblen Erzählerin" als "verbindendes Erzählmodell."

## Einordnung in die Literaturgeschichte
Die Jakobsbücher positionieren sich dezidiert als Gegenentwurf zur traditionellen polnischen Geschichtsschreibung und historischen Belletristik, die das Bild der polnisch-litauischen Adelsrepublik über Generationen hinweg geprägt haben. Während frühere literarische Darstellungen oft zu einer Idealisierung der Rzeczpospolita neigten, unternimmt Tokarczuk eine kritische Revision dieses Geschichtsbildes.
Besonders deutlich wird diese revisionistische Haltung in der Abgrenzung zu Henryk Sienkiewicz, dessen historische Romane das polnische Nationalbewusstsein entscheidend mitgeformt haben. Anders als Sienkiewicz „präsentiert Tokarczuk kein romantisch-nostalgisches Bild eines multikulturellen Staates“. „Während Sienkiewicz ‚sich bewusst auf das 17. Jahrhundert konzentrierte, in dem die Adelsrepublik drei erfolgreiche Feldzüge, gegen die ukrainischen Kosaken, die Schweden und die Türken, führte, was Generationen von Lesern genügte, um jene Zeit zu verherrlichen‘, wählt Tokarczuk bewusst eine Epoche des Niedergangs.“
Der Kontrast zwischen beiden literarischen Darstellungen könnte kaum deutlicher sein: Tokarczuk zeigt die Adelsrepublik als einen politisch schwachen Feudalstaat, zu dem Machtmissbrauch durch Hochadel und Klerus, Unterdrückung der ethnischen Minderheiten, Judenpogrome und sklavenähnliche Ausbeutung der leibeigenen Bauern gehörten.

## Entstehungsgeschichte
In einer Reflexion über die Genesis ihres Romans beschreibt Tokarczuk, wie sie sich der historischen Leerstelle bewusst wurde, die der Zweite Weltkrieg und insbesondere die Vernichtung der jüdischen Kultur in Polen hinterlassen hat.
Diese Erkenntnis einer fundamentalen Lücke im kulturellen Gewebe Polens wird von ihr mit dem eindrücklichen Bild eines Teppichs verglichen: "Die Entdeckung des jüdischen Unterfutters im eigenen Leben, das Zurückklappen einer Teppichecke, um dann zu sehen, dass auf der Unterseite Zwillingsformen der Webmuster zu finden sind, ein wenig anders, ein wenig abgewandelt, mitunter nicht zu entziffern, mitunter entgegengesetzt verlaufend, was das Muster an der Oberfläche schärfer hervortreten lässt – für mich ein prägendes Erlebnis, das zur Erkenntnis wurde."
Gleichzeitig reflektiert Tokarczuk über ihre regionale Herkunft als prägenden Faktor für ihre spezifische Perspektive: "Möglicherweise hatte es mit meiner Biographie zu tun, mit der Tatsache, dass ich in Niederschlesien geboren wurde und, wie viele Niederschlesier, die Geschichte anders wahrgenommen habe, da sie mir nicht im 'polnischen Polen' vermittelt worden war." Als Bewohnerin einer Region, die erst nach dem Zweiten Weltkrieg zu Polen kam und zuvor eine komplexe deutsch-polnisch-tschechische Geschichte hatte, bringt Tokarczuk eine Perspektive ein, die von vornherein für kulturelle Überlagerungen und historische Brüche sensibilisiert ist.

## Rezeption
Bei der Veröffentlichung war das Buch ein Bestseller und gewann Polens renommiertesten Literaturpreis, den Nike Preis. Bis Oktober 2015 hatte die Auflage 100.000 Exemplare erreicht. Als Tokarczuk 2018 der Nobelpreis für Literatur verliehen wurde, zeigte sich das Nobelkomitee „sehr beeindruckt“.
Eine englische Übersetzung von Jennifer Croft wurde am 15. November 2021 von Fitzcarraldo Editions veröffentlicht. Die US-Ausgabe erschien bei Riverhead Books am 1. Februar 2022.
Das Buch wurde von Lisa Palmes und Lothar Quinkenstein ins Deutsche übersetzt und 2019 vom Kampa Verlag veröffentlicht.

### Rezeption in Polen
Kritiker lobten den Roman für seinen innovativen Ansatz. In der Gazeta Wyborcza schrieb Przemysław Czapliński, der Roman „revolutioniere das Bild des religiösen Lebens im 18. Jahrhundert und verändere die Wahrnehmung des Polnisch-Litauischen Commonwealth“.
Justyna Sobolewska sah den Roman als Beweis für die Möglichkeit „einen über 900-seitigen Roman zu schreiben, voller bildlicher Beschreibungen, religiöser Debatten und Briefe, der den Leser in Spannung hält“ und nannte ihn ein „äußerst interessantes Panorama des Polen des 18. Jahrhunderts“.
Die Veröffentlichung von "Die Jakobsbücher" löste in Polen eine kontroverse und politisch aufgeladene Debatte aus. Mit dem Untertitel "den Landsleuten zur Besinnung" appellierte Tokarczuk bewusst an ein reflexives Geschichtsbewusstsein ihrer polnischen Mitbürger. Der Roman gilt als direkter Gegenentwurf zur gegenwärtigen politischen Instrumentalisierung der Geschichte in Polen, indem er die Leser auffordert, sich der heterogenen Vergangenheit des Landes bewusst zu werden und einem eindimensionalen, nationalistisch geprägten Geschichtsbild entgegenzutreten.
Während Tokarczuk im Herbst 2015 für "Die Jakobsbücher" mit dem Nike, dem wichtigsten polnischen Literaturpreis, ausgezeichnet wurde, fand parallel ein politischer Umbruch statt: Mit dem Regierungswechsel begann die Ära der nationalkonservativen Partei "Recht und Gerechtigkeit" (PiS), die von Anfang an eine auf Selbstglorifizierung und Stärkung des Patriotismus ausgerichtete Geschichtsinterpretation propagierte. In diesem politischen Klima wurde Tokarczuk zunehmend als Staatsfeindin betrachtet.
Bei ihrem Messeauftritt in Frankfurt betonte die Autorin: "Polen ist aus einer Verflechtung unterschiedlichster Kulturen entstanden." In ihren Texten spannt sie einen breiten Bogen ethnischer, konfessioneller und kultureller Differenz auf und kritisiert heftig deren Leugnung oder Marginalisierung. Über "Die Jakobsbücher" sagte sie kurz nach dem Erscheinen, dass der Roman die polnischen Mythen von historischer Toleranz und Weltoffenheit hinterfrage: "Man muss sich der eigenen Geschichte stellen und versuchen, sie ein wenig neu zu schreiben, ohne alle die schrecklichen Dinge zu verbergen, die wir getan haben, als Kolonisatoren, nationale Mehrheit, die eine Minderheit verfolgt hat, als Sklavenbesitzer oder Judenmörder."
Diese Äußerung rief massive Empörung hervor. In rechten Medien wurde ihr ein "Angriff auf die polnische Geschichte" vorgeworfen, der staatsanwaltlich verfolgt werden müsste. Zudem wurde behauptet, sie wolle mit derartigen Provokationen nur Geld verdienen. In den Kommentarspalten des Internets schlugen nationalistische Wellen hoch: Es wurden Forderungen laut, sie solle Polen verlassen, man müsse sie deportieren oder ihr "arabische Flüchtlinge auf den Hals jagen".

### Internationale Rezeption
Laut Book Marks erhielt das Buch überwiegend positive Rezensionen: Von 40 Kritikerrezensionen waren 26 „Begeisterungsstürme“, neun „positiv“, vier „gemischt“ und eine „ablehnend“. Die Ausgabe März/April 2022 von Bookmarks bewertete den Roman mit 3,5 von 5 Punkten, wobei Kritiker ihn als gehaltvoll und obskur beschrieben – getreu seines Titel Die Bücher Jakobs lese sich der Roman wie eine heilige Schrift. In Complete Review wird der internationale Konsensus folgendermaßen zusammengefasst „bedeutungsvoll, umfassend, detailliert; es bleibe aber unklar welcher Erfolg damit erzielt wird“.
In Großbritannien empfing das Buch große Anerkennung. Marcel Theroux von The Guardian nannte es einen „visionären Roman“, der durch seine Länge, Rätselhaftigkeit und Unzugänglichkeit einer bestimmten Auffassung eines Meisterwerks entspräche und verglich ihn aufgrund der intensiven Auseinandersetzung mit philosophischen Themen mit John Miltons Paradise Lost.
Anthony Cummins von The Observer beschrieb den Roman als „Panorama des Europas der frühen Aufklärung, das gleichzeitig auch als vorurteilsfreie Studie der mysteriösen Wirkungsmacht von persönlichem Charisma fungiert […] vor allem aber als gigantischen Akt des Glaubens, eine Lektüre, die kaum begonnen hat, wenn die letzte Seite erreicht wird.“
Das Magazin Prospect lobte sowohl den Roman als auch seine Übersetzung, wobei Catherine Taylor Tokarczuks „Entschlossenheit, Polens Vergangenheit seine verschwundene jüdische Kultur zurückzugeben“, hervorhob. Sie verglich Die Bücher Jakobs mit Leo Tolstoys Krieg und Frieden und Hilary Mantels Thomas Cromwell Triology.
Antonia Senior bezeichnet das Buch in The Times als „Geniestreich“.

### Rezeption im deutschsprachigen Raum
In Deutschland wurde "Die Jakobsbücher" von der Literaturkritik überwiegend positiv aufgenommen.
Sabine Adler vom Deutschlandfunk Kultur beschrieb Tokarczuks Erzählweise als "fulminant" und betonte die "große Zuneigung" der Autorin für ihre Figuren, die als "interessante und lebendige Charaktere" gestaltet seien.
Marie Schmidt von der Süddeutschen Zeitung sah die besondere Größe Tokarczuks darin, "dass sich ihre Erzählung jeden Kommentars und jeder didaktischen Zusammenfassung enthält, die doch nur vom Hochmut der Nachgeborenen künden würde."
Marta Kijowska beschrieb in der Frankfurter Allgemeinen den Roman als "literarischen Kraftakt" und "enzyklopädisches Werk, das dem Leser entsprechend viel Zeit, Geduld, Konzentration und Wissensdurst abverlangt."
In der Frankfurter Rundschau wurde "Die Jakobsbücher" als "ausuferndes Buch" charakterisiert, "in dem sich aber nichts Überflüssiges findet." Die Rezension hob Tokarczuk als "sehr entspannte Erzählerin" hervor, "mit Sinn für Schrecken, Vergnügen und Witz einer Situation." Besonders bemerkenswert fand die Zeitung, "dass dieser Roman, in dem auch der Tod haust und wütet, trotzdem so hoffnungs- und lebensvoll ist," was Tokarczuk zur "idealen Literaturnobelpreisträgerin" mache.

### Auszeichnungen
Das Buch erhielt zahlreiche Auszeichnungen, darunter:
- Nike-Preis der Jury 2015[25]
- Nike Publikumspreis 2015[26]
- Shortlist für den Angelus-Preis 2015[27][28]
- Erster internationaler Preis des Stockholmer Kulturhauses Kulturhuset Stadsteatern (schwedische Übersetzung, 2016)[29]
- Jan-Michalski-Literaturpreis (französische Übersetzung, 2018)[30][31]
- Prix Transfuge für den besten europäischen Roman (französische Übersetzung, 2018)[32]
- Prix Laure Bataillon (französische Übersetzung, 2019)[33]
- Shortlist für den Internationalen Booker-Preis 2022 (englische Übersetzung)[34]

## Hörbuch
Im Jahr 2020 wurde eine Hörbuch-Adaption veröffentlicht mit einer Laufzeit von 40 Stunden und 44 Minuten. Die sieben Bücher des Romans werden von Danuta Stenka, Jan Peszek, Agata Kulesza, Maja Ostaszewska und Adam Ferency vorgelesen.